# Bayrische Poolbillard-Meisterschaften
Bayrische Meisterschaften im Poolbillard werden jährlich ausgetragen und dienen als Qualifikation zur deutschen Meisterschaft. Die Teilnehmer qualifizieren sich über ihre Kreis- und Bezirksmeisterschaften. Der Modus findet in einem 24-Doppel-K.-o.-System (ab Viertelfinale Einfach-K.-o.-System) statt.

## Herren
| 2010 | Falter Michael                            | Tilman Rumland                            | Michael Gilik                             | Stefan Gruber      | Achim Gharbi        | Tilman Rumland       | Christoph Reintjes | Josef Bendl       | Michael Falter     | Martin Meister     | Luis Dütsch        | Florian Voinescu     |
| 2010 | Falter Michael                            | Tilman Rumland                            | Korbinian Fritsch                         | Stefan Gruber      | Achim Gharbi        | Dieter Schuster      | Christoph Reintjes | Josef Bendl       | Benjamin Heimmerer | Martin Meister     | Luis Dütsch        | Alexander Ortner     |
| 2011 | Martin Schnürch                           | Manuel Ederer                             | Stefan Wimmer                             | Stefan Gruber      | Markus Dreefs       | Martin Schnürch      | Manuel Ederer      | Josef Bendl       | Luis Dütsch        | Manuel Ederer      | Tuomo Kinnunen     | Sven Nees            |
| 2011 | Martin Schnürch                           | Manuel Ederer                             | Alexander Hartl                           | Stefan Gruber      | Markus Dreefs       | Thomas Nehler        | Manuel Ederer      | Josef Bendl       | Martin Schnürch    | Manuel Ederer      | Tuomo Kinnunen     | Daniel Koslitz       |
| 2012 | Reinhold Wachall                          | Wolfgang Schuhmann                        | Tobias Hoiß                               | Wolfgang Schuhmann | Thomas Pöschl       | Andreas Rascher      | Martin Schnürch    | Dennis Braun      | Tobias Hoiß        | Johannes Halbinger | Juri Netscher      | Adachi Ishiro        |
| 2012 | Reinhold Wachall                          | Wolfgang Schuhmann                        | Michael Au-Yeung                          | Wolfgang Schuhmann | Thomas Pöschl       | Martin Meister       | Martin Schnürch    | Dennis Braun      | Daniel Lenk        | Johannes Halbinger | Juri Netscher      | Martin Meister       |
| 2013 | Johannes Halbinger                        | Andreas Rascher                           | Wolfgang Schuhmann                        | Tobias Hoiß        | Valery Kuloyants    | René Gummermann      | Valery Kuloyants   | Robert Gulic      | Johannes Halbinger | Valery Kuloyants   | René Gummermann    | Johannes Halbinger   |
| 2013 | Johannes Halbinger                        | Andreas Rascher                           | Marcel Kosta                              | Tobias Hoiß        | Valery Kuloyants    | Roland Wintersteiger | Valery Kuloyants   | Robert Gulic      | Falter Michael     | Valery Kuloyants   | René Gummermann    | Adachi Ishiro        |
| 2014 | Manuel Ederer                             | Thore Sönksen                             | Luis Dütsch                               | Wilhelm Georg      | Johannes Halbinger  | Marcel Kosta         | Manuel Ederer      | Pedro Waldburger  | Marcel Kosta       | Valery Kuloyants   | Marcel Kosta       | Johannes Halbinger   |
| 2014 | Manuel Ederer                             | Thore Sönksen                             | Johannes Halbinger                        | Wilhelm Georg      | Johannes Halbinger  | Führitz Sebastian    | Manuel Ederer      | Pedro Waldburger  | Martin Schnürch    | Valery Kuloyants   | Marcel Kosta       | Adachi Ishiro        |
| 2015 | Martin Meister                            | Adachi Ishiro                             | Stefan Wimmer                             | Johannes Halbinger | Valery Kuloyants    | Manuel Ederer        | Manuel Ederer      | Martin Schnürch   | Marcel Kosta       | Marcel Kosta       | Thomas Binder      | Valery Kuloyants     |
| 2015 | Martin Meister                            | Adachi Ishiro                             | Tobias Hoiß                               | Johannes Halbinger | Valery Kuloyants    | Roger Leano          | Manuel Ederer      | Martin Schnürch   | Stefan Wimmer      | Marcel Kosta       | Thomas Binder      | Andreas Scheuermeyer |
| 2016 | Manuel Ederer                             | Konstantin Knaub                          | Johannes Schmitt                          | Manuel Ederer      | Johannes Halbinger  | Wolfgang Schuhmann   | Wilhelm Georg      | Wolfgang Schuhman | Johannes Halbinger | Johannes Halbinger | Martin Meister     | Valery Kuloyants     |
| 2016 | Manuel Ederer                             | Konstantin Knaub                          | Wilhelm Georg                             | Manuel Ederer      | Johannes Halbinger  | Thomas Binder        | Wilhelm Georg      | Wolfgang Schuhman | Andreas Galsterer  | Johannes Halbinger | Martin Meister     | Marcel Kosta         |
| 2017 | Johannes Halbinger                        | Andreas Galsterer                         | Manuel Ederer                             | Manuel Ederer      | Wilhelm Georg       | Valery Kuloyants     | Luis Dütsch        | Marcel Kosta      | Andreas Kurz       | Valery Kuloyants   | Manuel Ederer      | Johannes Halbinger   |
| 2017 | Johannes Halbinger                        | Andreas Galsterer                         | Oliver Hartl                              | Manuel Ederer      | Wilhelm Georg       | Christoph Neumayer   | Luis Dütsch        | Marcel Kosta      | Andreas Galsterer  | Valery Kuloyants   | Manuel Ederer      | Marcel Kosta         |
| 2018 | Oliver Hartl                              | Andreas Galsterer                         | Ralph Pfeiffer                            | Johannes Halbinger | Manuel Ederer       | Ralph Pfeiffer       | Manuel Ederer      | Johannes Schmitt  | Ralph Pfeiffer     | Manuel Ederer      | Wilhelm Georg      | Johannes Halbinger   |
| 2018 | Oliver Hartl                              | Andreas Galsterer                         | Manuel Ederer                             | Johannes Halbinger | Manuel Ederer       | Sebastian Führitz    | Manuel Ederer      | Johannes Schmitt  | Leon Lorenz        | Manuel Ederer      | Wilhelm Georg      | Johannes Schmitt     |
| 2019 | Wilhelm Georg                             | Ralph Pfeiffer                            | Johannes Halbinger                        | Tobias Hoiß        | Johannes Schmitt    | Marcel Kosta         | Tobias Hoiß        | Valery Kuloyants  | Wilhelm Georg      | Valery Kuloyants   | Marcel Kosta       | Tobias Hoiß          |
| 2019 | Wilhelm Georg                             | Ralph Pfeiffer                            | Andreas Galsterer                         | Tobias Hoiß        | Johannes Schmitt    | Wilhelm Georg        | Tobias Hoiß        | Valery Kuloyants  | Anton Hastedt      | Valery Kuloyants   | Marcel Kosta       | Wilhelm Georg        |
| 2020 | ausgefallen auf Grund der Corona-Pandemie | ausgefallen auf Grund der Corona-Pandemie | ausgefallen auf Grund der Corona-Pandemie |                    |                     |                      |                    |                   |                    |                    |                    |                      |
| 2021 | Tobias Hoiß                               | Benedikt Hort                             | Ralph Pfeiffer                            | Tobias Hoiß        | Johannes Halbinger  | Wilhelm Georg        | Tobias Hoiß        | Benedikt Hort     | Valery Kuloyants   | Tobias Hoiß        | Johannes Halbinger | Ralph Pfeiffer       |
| 2021 | Tobias Hoiß                               | Benedikt Hort                             | Oliver Hartl                              | Tobias Hoiß        | Johannes Halbinger  | Valery Kuloyants     | Tobias Hoiß        | Benedikt Hort     | Wolfgang Drexler   | Tobias Hoiß        | Johannes Halbinger | Wilhelm Georg        |
| 2022 | Tobias Hoiß                               | Ralph Pfeiffer                            | Valery Kuloyants                          | Johannes Halbinger | Markus Friesenegger | Wilhelm Georg        | Benedikt Hort      | Oliver Hartl      | Attila Yilmaz      | Tobias Hoiß        | Johannes Schmitt   | Ralph Pfeiffer       |
| 2022 | Tobias Hoiß                               | Ralph Pfeiffer                            | Oliver Hartl                              | Johannes Halbinger | Markus Friesenegger | Tobias Hoiß          | Benedikt Hort      | Oliver Hartl      | Johannes Schmitt   | Tobias Hoiß        | Johannes Schmitt   | Wilhelm Georg        |
| 2023 | Johannes Halbinger                        | Valery Kuloyants                          | Pete Herman                               | Valery Kuloyants   | Johannes Halbinger  | Benedikt Hort        | Stefan Kasper      | Florian Voinescu  | Johannes Halbinger | Valery Kuloyants   | Johannes Halbinger | Stefan Kasper        |
| 2023 | Johannes Halbinger                        | Valery Kuloyants                          | Tobias Hoiß                               | Valery Kuloyants   | Johannes Halbinger  | Wilhelm Georg        | Stefan Kasper      | Florian Voinescu  | Andreas Kurz       | Valery Kuloyants   | Johannes Halbinger | Wilhelm Georg        |
| 2024 | Andreas Kurz                              | Patrick Mountain                          | Christian Hütter                          | Ralph Pfeiffer     | Johannes Halbinger  | Robin Kaufhold       | Marcel Kosta       | Tobias Hoiß       | Ralph Pfeiffer     | Johannes Halbinger | Oliver Hartl       | Ralph Pfeiffer       |
| 2024 | Andreas Kurz                              | Patrick Mountain                          | Tobias Hoiß                               | Ralph Pfeiffer     | Johannes Halbinger  | Ahmad Trablssia      | Marcel Kosta       | Tobias Hoiß       | Matthias Weichmann | Johannes Halbinger | Oliver Hartl       | Alexander Hartl      |
| 2025 | Tobias Hoiß                               | Andreas Kurz                              | Pete Herman                               | Oliver Hartl       | Ralph Pfeiffer      | Johannes Halbinger   | Ralph Pfeiffer     | Oliver Hartl      | Florian Voinescu   | Ralph Pfeiffer     | Thomas Rombach     | Lukas Lubczyk        |
| 2025 | Tobias Hoiß                               | Andreas Kurz                              | Thomas Rombach                            | Oliver Hartl       | Ralph Pfeiffer      | Tuomo Kinnunen       | Ralph Pfeiffer     | Oliver Hartl      | Benedikt Hort      | Ralph Pfeiffer     | Thomas Rombach     | Andreas Kurz         |

### Rangliste
| Name               | Gold | Silber | Bronze | Gesamt |
| ------------------ | ---- | ------ | ------ | ------ |
| Manuel Ederer      | 10   | 3      | 3      | 16     |
| Tobias Hoiß        | 10   | 1      | 6      | 17     |
| Johannes Halbinger | 9    | 7      | 10     | 26     |
| Valery Kuloyants   | 7    | 4      | 6      | 17     |
| Ralph Pfeiffer     | 3    | 3      | 8      | 14     |
| Wilhelm Georg      | 3    | 2      | 10     | 15     |
| Marcel Kosta       | 2    | 3      | 6      | 11     |
| Oliver Hartl       | 2    | 3      | 3      | 8      |
| Martin Schnürch    | 2    | 1      | 3      | 6      |
| Martin Meister     | 2    | 1      | 2      | 5      |
| Stefan Gruber      | 2    | 0      | 0      | 2      |
| Wolfgang Schuhmann | 1    | 2      | 2      | 5      |
| Benedikt Hort      | 1    | 2      | 2      | 5      |
| Andreas Kurz       | 1    | 1      | 3      | 5      |
| Luis Dütsch        | 1    | 1      | 2      | 4      |
| Falter Michael     | 1    | 0      | 2      | 3      |
| Stefan Kasper      | 1    | 0      | 1      | 2      |
| Reinhold Wachhall  | 1    | 0      | 0      | 1      |
| Christoph Reintjes | 1    | 0      | 0      | 1      |